# World Series of Poker 1985
Die World Series of Poker 1985 war die 16. Austragung der Poker-Weltmeisterschaft und fand vom 4. bis 21. Mai 1985 im Binion’s Horseshoe in Las Vegas statt.

## Turniere

### Turnierplan

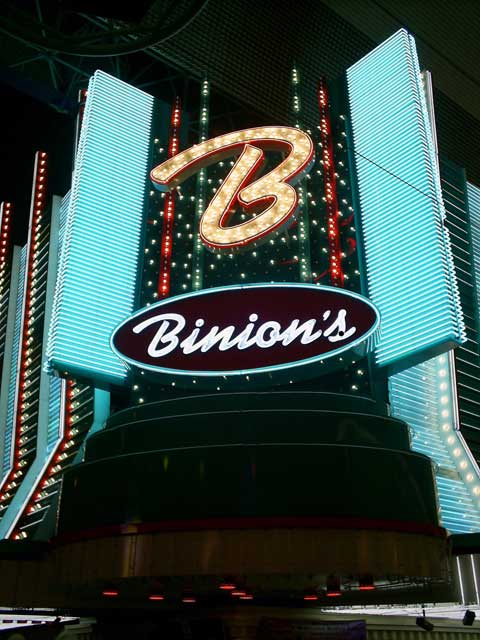
Das Binion’s Horseshoe in Las Vegas

Im Falle eines mehrfachen Braceletgewinners gibt die Zahl hinter dem Spielernamen an, das wievielte Bracelet in diesem Turnier gewonnen wurde.
| #  | Buy-in (in $) | Turnier                                          | Turnierbeginn | Teilnehmer | Sieger             | Herkunft           | Preisgeld (in $) |
| -- | ------------- | ------------------------------------------------ | ------------- | ---------- | ------------------ | ------------------ | ---------------- |
| 1  | 02.500        | No-Limit A-5 Draw Lowball                        | 4. Mai 1985   | 040        | Dick Carson (2)    | Vereinigte Staaten | 050.000          |
| 2  | 01.000        | Limit Hold’em                                    | 5. Mai 1985   | 342        | Johnny Chan        | Vereinigte Staaten | 171.000          |
| 3  | 01.000        | Limit Seven Card Stud Hi-Lo                      | 6. Mai 1985   | 149        | John Lukas (2)     | Vereinigte Staaten | 074.500          |
| 4  | 10.000        | No-Limit 2-7 Draw Lowball                        | 7. Mai 1985   | 019        | Tommy Fischer      | Vereinigte Staaten | 095.000          |
| 5  | 01.000        | No-Limit Hold’em                                 | 8. Mai 1985   | 304        | Rick Hamil         | Vereinigte Staaten | 152.000          |
| 6  | 01.000        | Limit A-5 Lowball Draw                           | 9. Mai 1985   | 127        | Mark Mitchell      | Vereinigte Staaten | 063.500          |
| 7  | 00.500        | Ladies Limit Seven Card Stud                     | 10. Mai 1985  | 074        | Rose Pifer         | Vereinigte Staaten | 018.500          |
| 8  | 05.000        | Pot-Limit Omaha (Rebuy)                          | 11. Mai 1985  | 022        | Thomas Preston (3) | Vereinigte Staaten | 085.000          |
| 9  | 01.000        | Pot-Limit Omaha (Rebuy)                          | 12. Mai 1985  | 112        | Zorn Venture       | Vereinigte Staaten | 105.000          |
| 10 | 01.000        | Limit Omaha                                      | 13. Mai 1985  | 111        | Tony Thang         | Vereinigte Staaten | 055.500          |
| 11 | 05.000        | Limit Seven Card Stud                            | 14. Mai 1985  | 049        | Harry Thomas       | Vereinigte Staaten | 122.500          |
| 12 | 01.000        | Limit Seven Card Stud                            | 15. Mai 1985  | 171        | Don Williams (2)   | Vereinigte Staaten | 085.500          |
| 13 | 01.000        | Limit Razz                                       | 16. Mai 1985  | 127        | Edwin Wyde         | Vereinigte Staaten | 063.500          |
| 14 | 10.000        | No Limit Hold’em Main Event – World Championship | 17. Mai 1985  | 140        | Bill Smith         | Vereinigte Staaten | 700.000          |
| 15 | 01.000        | Casino Employees No-Limit Hold’em                | 16. Mai 1985  | 010        | Ted Binion (2)     | Vereinigte Staaten | 010.000          |

### Main Event
Der Finaltisch wurde am 21. Mai 1985 ausgespielt. In der finalen Hand gewann Smith mit 3♠ 3♥ gegen Cloutier mit A♦ 3♣.
| Platz | Herkunft           | Spieler          | Preisgeld (in $) |
| ----- | ------------------ | ---------------- | ---------------- |
| 1     | Vereinigte Staaten | Bill Smith       | 700.000          |
| 2     | Vereinigte Staaten | T. J. Cloutier   | 280.000          |
| 3     | Vereinigte Staaten | Berry Johnston   | 140.000          |
| 4     | Vereinigte Staaten | Scott Mayfield   | 070.000          |
| 5     | Vereinigte Staaten | Hamid Dastmalchi | 070.000          |
| 6     | Vereinigte Staaten | Jesse Alto       | 042.000          |